# Lucius Plotius Grypus
Lucius Plotius Grypus war ein im 1. und 2. Jahrhundert n. Chr. lebender Angehöriger des römischen Ritterstandes (Eques). Durch ein Militärdiplom, das auf den 20. September 104 datiert ist, ist belegt, dass Grypus Statthalter der Provinz Mauretania Tingitana war.

## Bedeutung
Grypus wird auch in den Silvae von Publius Papinius Statius erwähnt. Da er an einer Stelle bei Statius als iuvenis maioris gradus bezeichnet wird, wurde er früher z. T. als Mitglied des Senatorenstandes angesehen; durch die Statthalterschaft in der Provinz Mauretania Tingitana ist aber seine Zugehörigkeit zum römischen Ritterstand belegt. Die Provinz Mauretania Tingitana befand sich im Nordwesten Afrikas, in der Region des heutigen Marokko, und war für Rom von strategischer Bedeutung.